# Dorfkirche Niebel

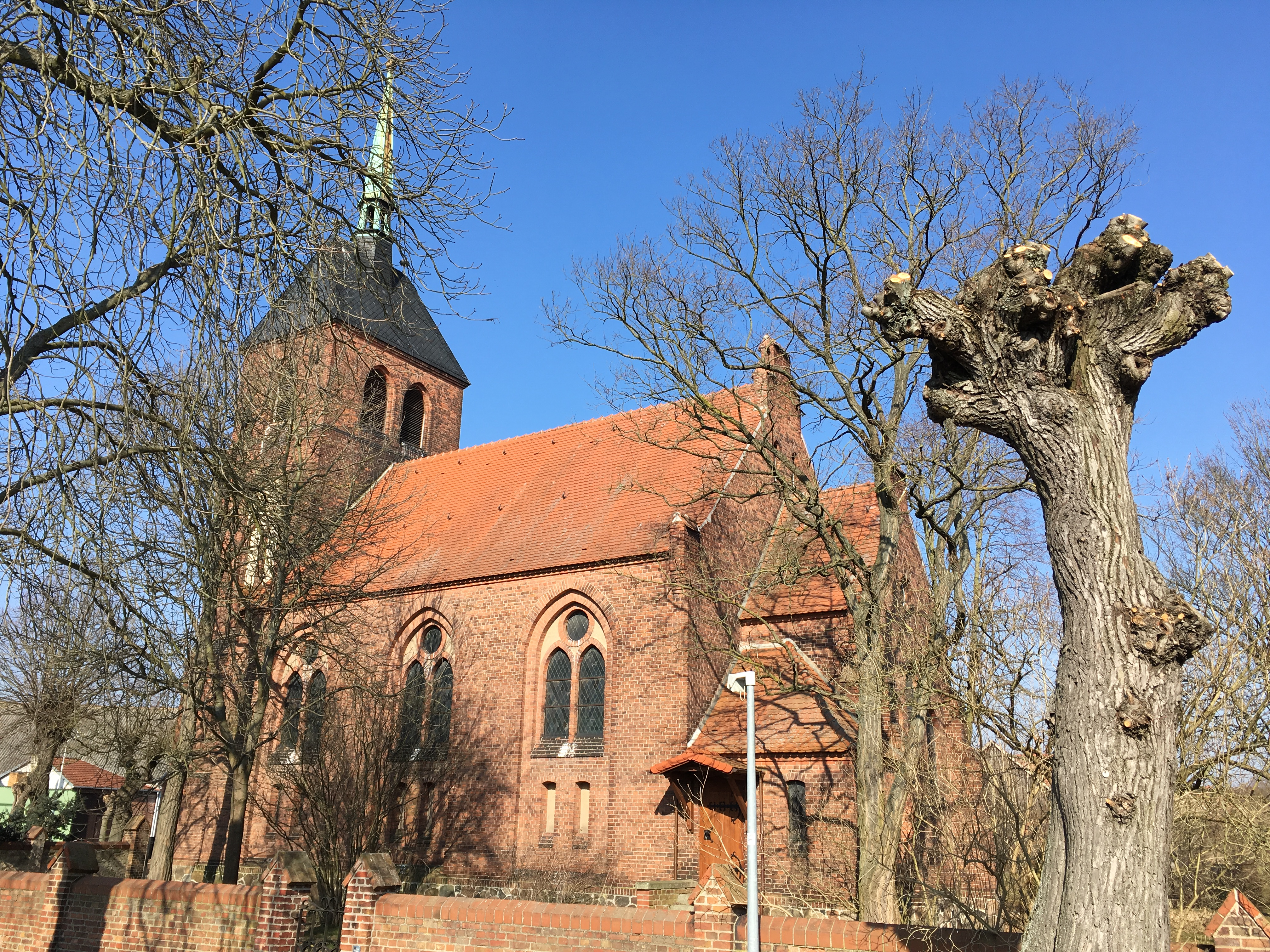
Dorfkirche Niebel

Die evangelische Dorfkirche Niebel ist eine neugotische Saalkirche in Niebel, einem Ortsteil der Stadt Treuenbrietzen im Landkreis Potsdam-Mittelmark in Brandenburg. Die Kirchengemeinde gehört zum Kirchenkreis Mittelmark-Brandenburg der Evangelischen Kirche Berlin-Brandenburg-schlesische Oberlausitz.

## Lage
Von der Bundesstraße 2 führt die Niebler Dorfstraße in östlicher Richtung auf den historischen Kern zu. Dort zweigt sie unter anderem in nördliche Richtung ab. Die Dorfkirche steht nordöstlich dieser Kreuzung auf einer Fläche, die mit einer Mauer aus rötlichem Mauerstein eingefriedet ist.

## Geschichte
Im ausgehenden 19. Jahrhundert stand im Ort eine Fachwerkkirche, über deren Baugeschichte bislang nicht viel bekannt ist. Sie war möglicherweise bereits 1860 durch einen Großbrand im Dorf in Mitleidenschaft gezogen worden. 1895 entschloss sich die Kirchengemeinde zu einem Neubau und riss dazu den spätestens um diese Zeit baufälligen Vorgängerbau ab.

## Baubeschreibung

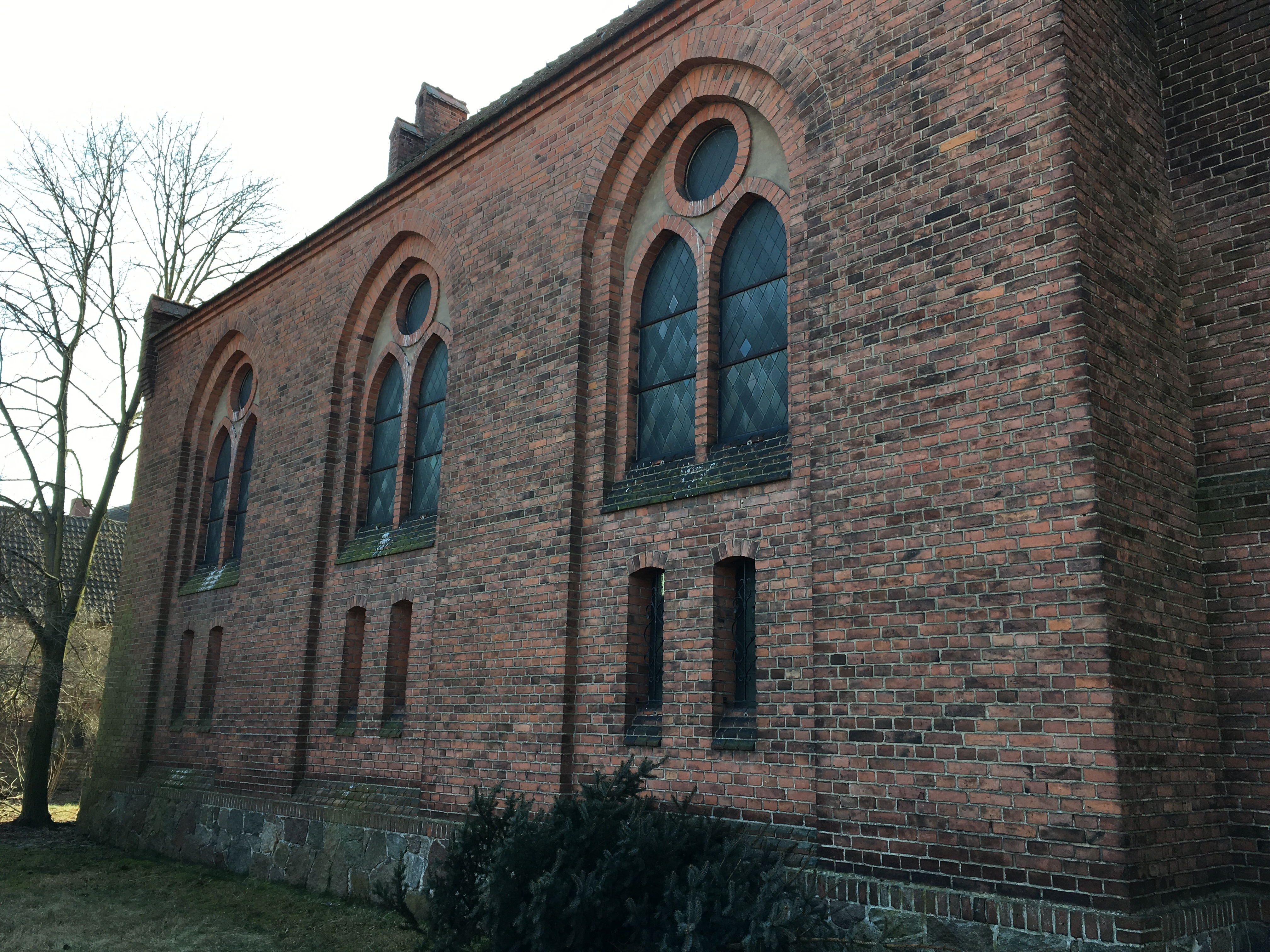
Ansicht von Norden

Das Bauwerk entstand im Wesentlichen aus rötlichem Mauerstein auf einem Sockel aus unbehauenen und nicht lagig geschichteten Feldsteinen. Der Chor ist stark eingezogen und hat einen rechteckigen Grundriss. An der Ostwand ist eine Dreifenstergruppe bestehend aus einem Lanzett-Drillingsfenster mit überhöhtem Spitzbogen, deren Gewände ebenfalls mit rotem Mauerstein eingefasst sind. Im darüberliegenden und mit Fialen verzierten Giebel ist ein Ochsenauge. Der Chor wird durch je zwei dreifach getreppte Strebepfeiler stabilisiert. An der Südseite ist ein rechteckiger Anbau, der von einer Holztür von Süden her betreten werden kann. Östlich davon ist ein gedrückt-segmentbogenförmiges Fenster, ebenso an der Ostwand des Anbaus. Chor und Anbau sind mit Biberschwanz gedeckt.
Daran schließt sich das Kirchenschiff an. Es hat einen rechteckigen Grundriss und drei spitzbogenförmige Blenden, die sich über die gesamte Fassadenhöhe erstrecken. Darin sind je zwei paarweise angeordnete Spitzbogenfenster mit einem darüberliegenden Ochsenauge. Unterhalb der Fenster sind je zwei gedrückt-segmentbogenförmige Fenster, die teilweise vermauert sind. An der östlichen Wand sind im Giebel zwei spitzbogenförmige Fenster. Das Schiff trägt ein Satteldach, das ebenfalls mit Biberschwanz eingedeckt ist.
Im Westen steht der querrechteckige Kirchturm. Er kann durch ein großes, spitzbogenförmiges Portal von Westen her betreten werden. Eine weitere Tür befindet sich an der Nordseite. Sie kann über eine Treppe erreicht werden. Darüber sind zwei gekuppelte, spitzbogenförmige Fenster. An der Südseite ist im unteren Geschoss je ein Ochsenauge sowie darüber zwei kleine, ebenfalls spitzbogenförmige Fenster. Im mittleren Turmgeschoss ist eine große Blende, in die wiederum zwei gekuppelte Blenden mit je einem hochrechteckigen Schlitzfenster eingearbeitet sind. Sie nehmen die Form der Fenster am Kirchenschiff auf. An der Westseite sind seitlich zwei weitere Blenden. Darüber folgt das Glockengeschoss mit je einer Klangarkade an der Nord- und Südseite und je zwei Klangarkaden an der West- und Ostseite. Oberhalb des Walmdachs folgt ein Dachaufsatz mit Turmkugel und Kreuz.

## Ausstattung
Die Kirchenfenster stammen aus der Glasmalereianstalt Ferdinand Müller. Zur weiteren Kirchenausstattung gehören Gedenktafeln für die Gefallenen aus dem Deutsch-Französischen Krieg sowie aus dem Ersten und Zweiten Weltkrieg. Im Turm hängen drei Glocken.

### Altar

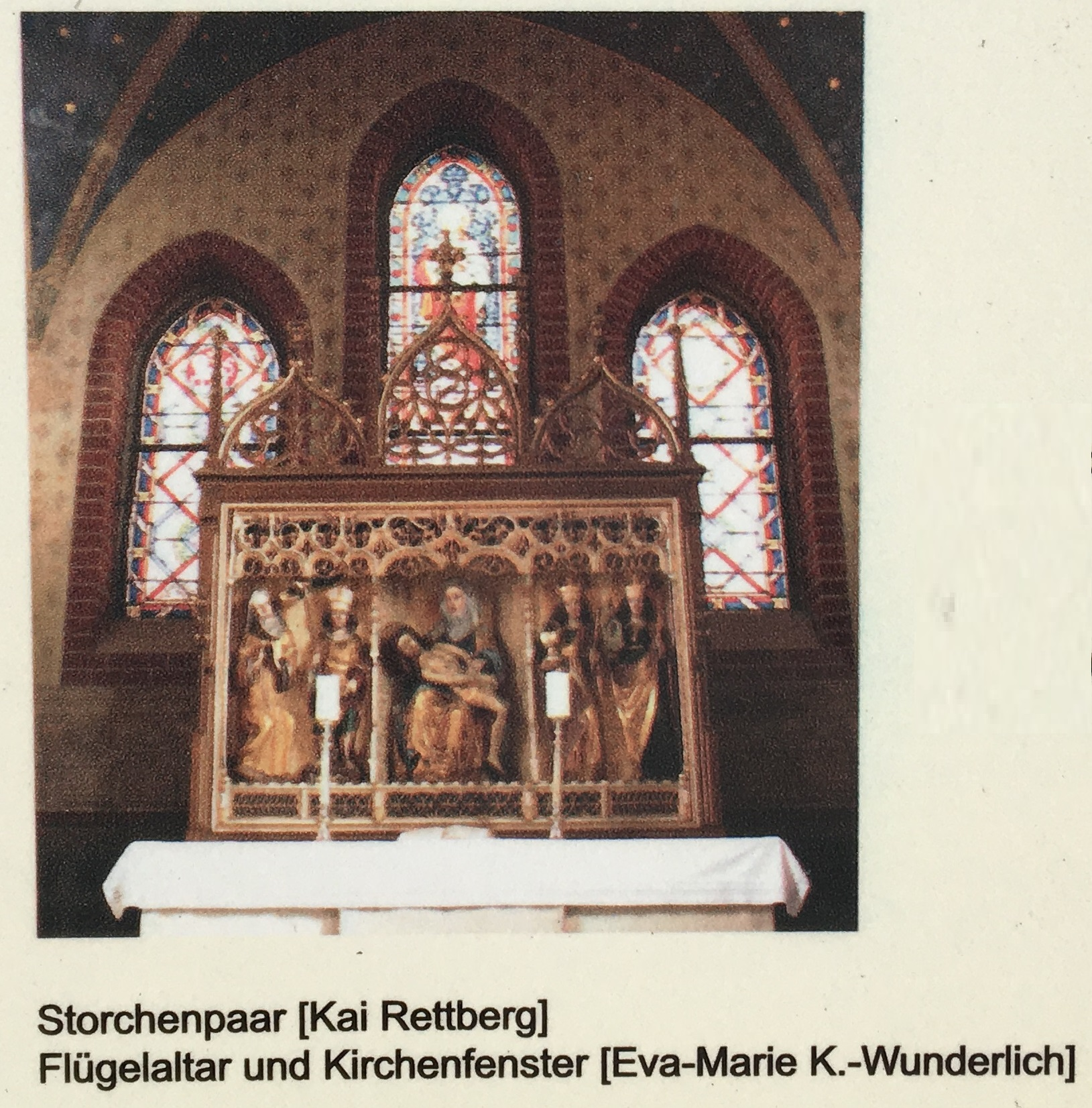
Schnitzaltar mit Darstellung der Pietà

Der gotische Schnitzaltar entstand in der Zeit um 1478 bis 1480. Im Hauptfeld ist die Pietà abgebildet. Die Darstellung von wird vier frühchristlichen Märtyrern umrahmt. Links ist Onophrios der Große sowie Valentin von Terni zu sehen. Im rechten Feld sind zwei gekrönte Jungfrauen abgebildet, vermutlich die Heilige Dorothea und Barbara von Nikomedien. Die Rahmung und das Gesprenge stammen aus dem Ende des 19. Jahrhunderts.

### Orgel
Im Vorgängerbau, der Fachwerkkirche, wurde im Jahr 1866 eine einmanualige Orgel mit sieben Registern von Conrad Geißler installiert. Es ist unbekannt, ob die alte Orgel versetzt oder (in Teilen) anderenorts wiederverwendet wurde. Sie wurde jedenfalls nicht in den Neubau übernommen.
Die heutige Orgel baute ursprünglich Friedrich Wilhelm Lobbes, der Stiefsohn von Gottfried Wilhelm Baer, zur Bauzeit der Kirche im Jahr 1895. Bereits 1915 wurde die einmanualige Schleifladenorgel mit mechanischer Traktur von Schuke Orgelbau pneumatisch umgebaut und auf zwei Manuale erweitert. 1960 folgten kleine Reparaturen, bevor sie letztmals 2008 umfassend saniert wurde. Die Orgel hat 12 Register.